# Abrămuț
Abrămuț (węg. Vedresábrány) – wieś w Rumunii, w okręgu Bihor, w gminie Abrămuț. W 2011 roku liczyła 478
mieszkańców.